# Madison Iseman
Madison Elizabeth Iseman (Myrtle Beach, Carolina del Sur; 14 de febrero de 1997) es una actriz estadounidense.

## Biografía
Nació en Myrtle Beach, Carolina del Sur, el 14 de febrero de 1997. Se mudó a Los Ángeles para continuar su carrera como actriz. Ha aparecido en varios programas de televisión y películas, incluyendo Modern Family, Cuentos de Halloween y Kirby Buckets. También protagonizó la película Laid in America, así como la serie de televisión de CMT Still the King. Antes de llegar a la fama, trabajó en una serie de cortometrajes, entre ellos, She Will Be Free y Ticket to the Haunted Mansion.
Iseman tiene un hermano menor llamado Jonathan y se encuentra en una relación con Jack Dodge.
La actriz colaboró con Alexis G. Zall en un video llamado "Stop to Get Spice."

## Filmografía

### Cine
| Año  | Título                          | Rol            | Notas |
| ---- | ------------------------------- | -------------- | ----- |
| 2013 | Second Chances                  | Charity        |       |
| 2013 | She Will Be Free                | Sam            |       |
| 2013 | Ticket to the Haunted Mansion   | Vickey         |       |
| 2014 | Miss Virginia                   | Nadia          |       |
| 2015 | Despair Sessions                | Veronica       |       |
| 2015 | The Better Half                 | Heather        |       |
| 2015 | Tales of Halloween              | Lizzy          |       |
| 2015 | Ghost Squad                     | Brandy         |       |
| 2016 | Marriage of Lies                | Kinna          |       |
| 2016 | Killer Coach                    | Emily          |       |
| 2016 | Penguin Flu                     | Beyonce        |       |
| 2016 | Dos Virgenes en America         | Kaylee         |       |
| 2016 | 48 Hours to Live                | Joven Sherilyn |       |
| 2016 | Beauty Mark                     | Pam            |       |
| 2017 | Liza, Liza, Skies Are Grey      | Nancy          |       |
| 2017 | Jumanji: Welcome to the Jungle  | Bethany Walker |       |
| 2018 | Goosebumps 2: Haunted Halloween | Sarah Quinn    |       |
| 2019 | Annabelle Comes Home            | Mary Ellen     |       |
| 2019 | Jumanji: The Next Level         | Bethany Walker |       |
| 2019 | Feast of the Seven Fishes       | Beth           |       |
| 2020 | The Fox Hunter                  | Lily O'Connor  |       |
| 2020 | The F**k-It List                | Kayla Pierce   |       |
| 2020 | Acts of Revenge                 | Veronica       |       |
| 2021 | Nocturne                        | Vivian Lowe    |       |
| 2021 | Clouds                          | Amy Adamle     |       |
| 2021 | Fear of Rain                    | Rain Burroughs |       |
| 2023 | Knights of the Zodiac           | Sienna         |       |
| 2024 | Witchboard                      | Emily          |       |

### Televisión
| Año       | Título                          | Rol                | Notas                                                                            |
| --------- | ------------------------------- | ------------------ | -------------------------------------------------------------------------------- |
| 2014      | Modern Family                   | Sam                | Episodio: "Marco Polo"                                                           |
| 2015      | The Social Experiment           | Kaysee             |                                                                                  |
| 2015      | Henry Danger                    | Veronica           | Episodios: "Henry & the Bad Girl: Parts 1 & 2", "One Henry, Three Girls: Part 1" |
| 2015      | Kirby Buckets                   | Rebecca Vanderbuff | Episodio: "War and Pizza"                                                        |
| 2015      | The Bluffs                      | Leah               | Episodio: "Pilot"                                                                |
| 2016      | The Real O'Neals                | Madison            | Episodio: "The Real F Word"                                                      |
| 2016      | Those Who Can't                 | Becky Cosgrove     | Episodios: "Oof, Nut City", "Of Lice and Men", "K-Pop Goes the Weasel"           |
| 2016      | I Know Where Lizzie Is          | Lizzie Holden      | Película para televisión                                                         |
| 2016-2017 | Still the King                  | Charlotte          | Papel principal                                                                  |
| 2017      | The Rachels                     | Rachel Nelson      | Película para televisión                                                         |
| 2017      | The Text Committee              | Lauren Porter      |                                                                                  |
| 2021      | I Know What You Did Last Summer | Lennon / Alison    | Papel principal                                                                  |
| 2022      | American Horror Stories         | Sam                | Episodio: "Negro"                                                                |
| 2025      | The Rainmaker                   | Sarah Plankmore    | Papel principal                                                                  |